# 2009–2010-es albán labdarúgó-bajnokság (első osztály)
Az albán labdarúgó-bajnokság 69. szezonja. A címvédő a KF Tirana csapata.

## Csapatok

### Kiesett csapatok
A következő csapatok estek ki az előző idényben:
- KS Bylis Ballsh
- KF Partizani Tirana
- KS Lushnja
- KS Elbasani

## Feljutott csapatok
A következő csapatok jutottak fel a másodosztály előző idényéből:
- KF Laçi
- KS Skënderbeu
- KS Kastrioti
- KS Gramozi Ersekë

## Az induló csapatok
| Klub            | Város   | Stadion                  | Befogadóképesség |
| --------------- | ------- | ------------------------ | ---------------- |
| Apolonia        | Fier    | Stadiumi Loni Papuçiu    | 5 000            |
| Besa            | Kavaja  | Stadiumi Besa            | 6 000            |
| Dinamo          | Tirana  | Stadiumi Selman Stërmasi | 12 900           |
| Flamurtari      | Vlora   | Stadiumi Flamurtari      | 8 800            |
| Gramozi         | Erseka  | Fusha Sportive Ersekë    | 2 000            |
| Kastrioti       | Kruja   | Stadiumi Kastrioti       | 6 500            |
| KF Laçi         | Laç     | Stadiumi i Laçit         | 3 000            |
| Shkumbini Peqin | Peqin   | Stadiumi Peqin           | 5 000            |
| Skënderbeu      | Korça   | Stadiumi Skënderbeu      | 7 000            |
| Teuta           | Durrës  | Stadiumi Niko Dovana     | 12 198           |
| Tirana          | Tirana  | Stadiumi Selman Stërmasi | 12 900           |
| Vllaznia        | Shkodra | Stadiumi Loro-Boriçi     | 14 200           |

## Végeredmény
| #   | Csapat             | M  | GY | D | V  | G+ – G– | GK  | P                                    | Megjegyzések                                   | Egymás elleni           |
| --- | ------------------ | -- | -- | - | -- | ------- | --- | ------------------------------------ | ---------------------------------------------- | ----------------------- |
| 1.  | Dinamo Tirana (B)  | 33 | 19 | 4 | 10 | 56–42   | +14 | 61                                   | 2010–2011-es Bajnokok Ligája – 2. selejtezőkör |                         |
| 2.  | Besa Kavajë (KGY)  | 33 | 15 | 8 | 10 | 42–33   | +9  | 53                                   | 2010–11-es Európa-liga – 2. selejtezőkör1      |                         |
| 3.  | KF Tirana          | 33 | 15 | 7 | 11 | 38–32   | +6  | 52                                   | 2010–11-es Európa-liga – 1. selejtezőkör       |                         |
| 4.  | KF Laçi            | 33 | 14 | 9 | 10 | 35–28   | +7  | 51                                   | 2010–11-es Európa-liga – 1. selejtezőkör       |                         |
| 5.  | Flamurtari Vlorë   | 33 | 13 | 8 | 12 | 42–39   | +3  | 47 \|rowspan="4" bgcolor="#FAFAFA"\| |                                                |                         |
| 6.  | Vllaznia Shkodër   | 33 | 13 | 7 | 13 | 34–39   | −5  | 46                                   |                                                |                         |
| 7.  | Shkumbini Peqin    | 33 | 13 | 6 | 14 | 33–33   | 0   | 45                                   | SHK 6p, 5:2 TEU 3p, 2:5                        |                         |
| 8.  | Teuta Durrës       | 33 | 13 | 6 | 14 | 33–40   | −7  | 45                                   | SHK 6p, 5:2 TEU 3p, 2:5                        |                         |
| 9.  | Kastrioti Krujë    | 33 | 13 | 6 | 14 | 33–35   | −2  | 422                                  | Osztályozó                                     | KAS 6p, 4:3 SKË 3p, 3:4 |
| 10. | Skënderbeu Korçë   | 33 | 11 | 9 | 13 | 41–41   | 0   | 42                                   | Osztályozó                                     | KAS 6p, 4:3 SKË 3p, 3:4 |
| 11. | Apolonia Fier (K)  | 33 | 10 | 8 | 15 | 36–43   | −7  | 38                                   | Kategoria e Parë                               |                         |
| 12. | Gramozi Ersekë (K) | 33 | 6  | 8 | 19 | 25–43   | −18 | 26                                   | Kategoria e Parë                               |                         |

Forrás: soccerway.com (angolul) 
A rangsorolás alapszabályai: 1. összpontszám, 2. egymás elleni eredmények összpontszáma, 3. egymás elleni eredmények gólkülönbsége, 4. egymás elleni eredmények szerzett góljainak száma, 5. gólkülönbség, 6. szerzett gólok száma.
1A Besa Kavajë nyerte a 2009–2010-es albán kupát, így a 2010–11-es Európa-liga 2. selejtezőkörében jogosult indulni.
2A Kastrioti Krujë csapatától 3 pontot levontak, mivel a Flamurtari Vlorë elleni idegenbeli mérkőzésen a csapat játékosai – a játékvezető döntése elleni tiltakozásból – levonultak a pályáról.
(B): Bajnokcsapat, (K): Kieső csapat, (F): Feljutó csapat, (I): Kupainduló, (R): A rájátszás győztese, (KGY): Kupagyőztes

## Kereszttáblázat

### Első és második kör
Az klubok az első 11 kör után (mikor mindegyik csapat játszott mindegyikkel) ellenkező pályaválasztással újabb 11 fordulót játszanak le. A 22. forduló után ismét játszanak 11 fordulót és így lesz meg a 33 lejátszott mérkőzés.
| Hazai \ Vendég1  | APO | BES | DIN | FLA | GRA | KAS  | LAÇ | SHK | SKË | TEU | TIR | VLL |
| Apolonia Fier    |     | 0–2 | 3–0 | 1–1 | 3–0 | 2–3  | 2–0 | 1–0 | 1–1 | 2–0 | 2–0 | 1–1 |
| Besa Kavajë      | 0–0 |     | 0–1 | 1–0 | 1–0 | 1–0  | 1–0 | 2–0 | 1–0 | 1–1 | 1–1 | 2–0 |
| Dinamo Tirana    | 3–2 | 1–0 |     | 1–0 | 4–0 | 2–0  | 1–1 | 2–1 | 3–0 | 1–0 | 2–1 | 4–2 |
| Flamurtari Vlorë | 2–0 | 3–0 | 0–3 |     | 2–0 | 2–02 | 0–0 | 1–1 | 1–1 | 0–3 | 0–2 | 2–0 |
| Gramozi Ersekë   | 1–0 | 0–0 | 0–1 | 2–0 |     | 0–0  | 1–2 | 0–0 | 2–0 | 2–0 | 0–1 | 1–1 |
| Kastrioti Krujë  | 1–1 | 1–0 | 1–3 | 1–1 | 1–0 |      | 0–0 | 4–1 | 2–1 | 1–2 | 0–1 | 1–0 |
| KF Laçi          | 3–2 | 0–0 | 0–1 | 3–2 | 1–1 | 1–0  |     | 1–0 | 0–0 | 0–0 | 1–0 | 3–1 |
| Shkumbini Peqin  | 3–0 | 1–2 | 4–0 | 2–1 | 1–1 | 1–0  | 1–0 |     | 1–0 | 4–1 | 1–0 | 2–1 |
| Skënderbeu Korçë | 2–3 | 0–2 | 1–1 | 1–0 | 4–1 | 0–1  | 4–3 | 1–0 |     | 3–0 | 1–1 | 1–1 |
| Teuta Durrës     | 0–2 | 1–1 | 1–3 | 1–0 | 2–0 | 2–1  | 2–1 | 1–0 | 2–0 |     | 0–1 | 1–0 |
| KF Tirana        | 4–1 | 0–0 | 1–2 | 1–3 | 1–1 | 1–1  | 1–0 | 2–0 | 1–0 | 2–0 |     | 0–1 |
| Vllaznia Shkodër | 1–0 | 2–3 | 0–0 | 2–2 | 1–0 | 1–0  | 1–2 | 2–0 | 3–2 | 2–1 | 0–1 |     |

Forrás: soccerway.com 
1A hazai csapatok a bal oldali oszlopban szerepelnek.
Színek: Zöld = hazai győzelem; Sárga = döntetlen; Piros = vendéggyőzelem.
2A Flamurtari Vlorë–Kastrioti Krujë-mérkőzés 1–1-es eredményét törölték, és 2–0-s gólkülönbséggel a hazai csapatnak írták jóvá, mivel a vendégjátékosok a játékvezetői döntés ellen tiltakozandó levonultak a pályáról. 
 

### Harmadik kör
Az utolsó 11 forduló párosítását a 22. forduló utáni állás szerint sorsolják ki, mégpedig a következőképpen:
```
23. forduló 24. forduló 25. forduló 26. forduló 27. forduló 28. forduló
 1 – 12      11 – 1       1 – 10      9 – 1       1 – 8       7 – 1
 2 – 11      10 – 2       2 – 9       8 – 2       2 – 7       6 – 2
 3 – 10       9 – 3       3 – 8       7 – 3       3 – 6       5 – 3
 4 – 9        8 – 4       4 – 7       6 – 4       4 – 5       4 – 12
 5 – 8        7 – 5       5 – 6       5 – 12     11 – 9       8 – 11
 6 – 7        6 – 12     12 – 11     10 – 11     12 – 10      9 – 10

29. forduló 30. forduló 31. forduló 32. forduló 33. forduló
  1 – 6       5 – 1       1 – 4       3 – 1       1 – 2
  2 – 5       4 – 2       2 – 3       2 – 12     11 – 3
  3 – 4       3 – 12     11 – 5       4 – 11     10 – 4
 11 – 7       6 – 11     10 – 6       5 – 10      9 – 5
 10 – 8       7 – 10      9 – 7       6 – 9       8 – 6
 12 – 9       8 – 9      12 – 8       7 – 8      12 – 7
```

| Hazai \ Vendég1  | APO | BES | DIN | FLA | GRA | KAS | LAÇ | SHK | SKË  | TEU | TIR | VLL |
| Apolonia Fier    |     |     | 2–1 |     |     | 2–1 |     | 0–0 |      |     | 1–2 | 0–1 |
| Besa Kavajë      | 2–0 |     |     | 1–2 | 6–4 |     |     | 2–0 | 1–2  |     | 1–1 |     |
| Dinamo Tirana    |     | 4–3 |     |     | 1–0 | 1–1 | 2–4 |     |      | 1–2 |     | 1–2 |
| Flamurtari Vlorë | 1–0 |     | 2–1 |     |     | 3–0 |     | 3–2 |      |     | 3–1 |     |
| Gramozi Ersekë   | 3–0 |     |     | 1–1 |     | 0–1 |     |     | 0–22 |     |     | 1–2 |
| Kastrioti Krujë  |     | 3–2 |     |     |     |     | 1–0 |     | 1–2  | 3–0 |     | 2–0 |
| KF Laçi          | 2–0 | 0–1 |     | 3–1 | 1–0 |     |     | 0–0 | 1–0  |     |     |     |
| Shkumbini Peqin  |     |     | 1–0 |     | 2–1 | 2–0 |     |     |      | 1–0 | 0–1 | 0–0 |
| Skënderbeu Korçë | 1–1 |     | 4–3 | 0–1 |     |     |     | 3–1 |      |     | 2–2 |     |
| Teuta Durrës     | 1–1 | 3–2 |     | 3–1 | 0–2 |     | 0–0 |     | 0–0  |     |     |     |
| KF Tirana        |     |     | 3–2 |     | 1–0 | 0–1 | 1–2 |     |      | 2–1 |     | 1–2 |
| Vllaznia Shkodër |     | 2–0 |     | 1–1 |     |     | 1–0 |     | 0–23 | 0–2 |     |     |

Forrás: soccerway.com 
1A hazai csapatok a bal oldali oszlopban szerepelnek.
Színek: Zöld = hazai győzelem; Sárga = döntetlen; Piros = vendéggyőzelem.
2A Gramozi–Skënderbeu-mérkőzés 1–1-es állásnál a 88. percben félbeszakadt, mivel a hazai szurkolók a pályára szaladtak. A pályán elért eredményt törölték, és 2–0-s gólaránnyal a vendégcsapatnak írták jóvá.
3A Vllaznia Shkodër–Skënderbeu-mérkőzés 3–2-es végeredményét törölték és 2–0-s gólaránnyal a vendégcsapatnak írták jóvá, mivel a haza csapat jogosulatlan játékost szerepeltetett. 
 

## Külső hivatkozások
- Hivatalos honlap (albánul)